# Sam Riley
Samuel Peter W. „Sam” Riley (n. 8 ianuarie 1980, Menston⁠(d), Bradford⁠(d), Anglia, Regatul Unit) este un actor englez si cântăreț. Este cel mai cunoscut pentru rolul său din 2007 din filmul biografic Control, despre viața lui Ian Curtis, și pentru rolul lui Diaval din filmul din 2014   Maleficent.

## Filmografie
| An   | Titlu                           | Rol            | Note |
| ---- | ------------------------------- | -------------- | --- |
| 2007 | Control                         | Ian Curtis     | Bratislava International Film Festival Award for Best Actor British Independent Film Award for Most Promising Newcomer Chicago International Film Festival Award for Best Actor Edinburgh International Film Festival Award for Best British Performance Empire Award for Best Newcomer Kermode Award for Best Actor International Cinephile Society Award for Best Actor London Film Critics Circle Award for British Breakthrough of the Year – Acting Nominalizare – BAFTA Awards – Rising Star Award Nominalizare – British Independent Film Award for Best Actor Nominalizare – Evening Standard British Film Award for Best Actor Nominalizare – London Film Critics Circle Award for British Actor of the Year Nominalizare – Online Film Critics Society Award for Breakthrough Performer |
| 2008 | Franklyn                        | Milo           | |
| 2010 | 13                              | Vincent Ferro  | |
| 2010 | Brighton Rock                   | Pinkie Brown   | Nominalizare – Evening Standard British Film Award for Best Actor |
| 2012 | On the Road                     | Sal Paradise   | |
| 2012 | Byzantium                       | Darvell        | |
| 2014 | The Dark Valley                 | Greider        | |
| 2014 | Maleficent                      | Diaval         | |
| 2015 | Suite Française                 | Benoit Labarie | |
| 2016 | Pride and Prejudice and Zombies | Mr. Darcy      | |
| 2016 | Free Fire                       |                | Filmări |
| 2017 | SS-GB                           | Douglas Archer | miniserial BBC One |